# Averøy
Averøy – norweskie miasto i gmina leżąca w regionie Møre og Romsdal.
Averøy jest 349. norweską gminą pod względem powierzchni.

## Demografia
Według danych z roku 2005 gminę zamieszkuje 5448 osób, gęstość zaludnienia wynosi 31,24 os./km². Pod względem zaludnienia Averøy zajmuje 181. miejsce wśród norweskich gmin.
| ludność stan na 1 stycznia 2005 |         |           |       |
|                                 | kobiety | mężczyźni | razem |
| osób                            | 2788    | 2660      | 5448  |
| %                               | 51,17%  | 48,83%    | 100%  |

| wykształcenie stan na 1 października 2004 |        |         |        |        |
|                                           | podst. | średnie | wyższe | niezn. |
| osób                                      | 1028   | 2613    | 625    | 73     |
| %                                         | 23,69% | 60,22%  | 14,4%  | 1,68%  |

## Edukacja
Według danych z 1 października 2004:
- liczba szkół podstawowych (norw. grunnskolar): 7
- liczba uczniów szkół podstawowych: 743

## Władze gminy
Według danych na rok 2011 administratorem gminy (norw. rådmann) jest Olaug Haugen, natomiast burmistrzem (norw. ordfører, d. borgermester) jest Jarle Haga.